# Naif Alibeyoğlu
Naif Alibeyoğlu (Arpaçay, 1954.) török üzletember, korábban Kars város polgármestere.

## Életrajz
Naif Alibeyoğlu alsóbb iskoláit Karsban végezte, majd az ankarai Gazi Oktatási Intézetben (Gazi Eğitim Enstitüsü), később a Közel-Kelet közigazgatási Intézetben (Orta Doğu Amme İdaresi Enstitüsü) tanult.
1982-ben a katonai szolgálat letöltése után visszatért Karsba, ahol a Tobanknál öt évig, míg egy évet a Vidéki Szövetkezetek  Főigazgatóságánál dolgozott különféle beosztásokban.
1993-ban hozták létre a helyi televíziót, Serhat TV néven, egy évvel később itt nyílt meg a tartomány egyetlen filmszínháza is.
1999-ben indult a helyi választásokon a Haza Pártja (ANAP) képviseletében, mint karsi polgármester-jelölt, ahol a legtöbb szavazatot kapta, de a 2002-es választásokon egy szavazattal kikapott ellenfelétől. Emiatt átlépett az Igazság és Fejlődés Pártja (AKP) soraiba. 2004-ben a helyi választásokon újra indult jelöltként, de nem nyert. Hosszas viták után a Köztársasági Néppárthoz csatlakozott, de a 2009. március 29-i választásokon megint vesztett.
2011. június 12-én indult a török általános választásokon a Köztársasági Néppárt (CHP) színeiben, de nem választották meg parlamenti képviselőnek.

## Szociális tevékenységei
- TEMA Alapítvány önkéntese
- a Turizmus és Ismeretterjesztő Egyesület tagja
- a Karsspor tiszteletbeli elnöke
- Kars-Kafkas Egyetem Fejlesztési Alapítvány alapító tagja
- a Történelmi Városok Uniójának alapító tagja

## Külső hivatkozások
- Naif Alibeyoğlu Kişisel İnternet Sitesi
- Kars Belediyesi Resmi İnternet Sitesi